# پت رید
پت رید (انگلیسی: Pat Reid؛ ۱۳ نوامبر ۱۹۱۰ – ۲۲ مهٔ ۱۹۹۰) فرد نظامی اهل بریتانیا بود.
وی از اسیران جنگ جهانی دوم بود که در قلعه کلدیتز زندانی بود.

## شناخته شدگی
وی کسی است که توجه افکار عمومی را به قلعه کلدیتز با نوشتن یک کتاب پس از جنگ جلب کرد.
همچنین برندهٔ جوایزی همچون نشان امپراتوری بریتانیا شده‌است.